# Autheuil-en-Valois
Autheuil-en-Valois település Franciaországban, Oise megyében. Lakosainak száma 259 fő (2022. január 1.). Autheuil-en-Valois Coyolles, Villers-Cotterêts, Boursonne, Ivors, Marolles, Thury-en-Valois és La Villeneuve-sous-Thury községekkel határos.

## Népesség
A település népességének változása:
| Lakosok száma | 280  | 278  | 285  | 272  | 271  | 270  | 265  | 262  | 259  |
|               | 2013 | 2015 | 2016 | 2017 | 2018 | 2019 | 2020 | 2021 | 2022 |